# Анучин, Вадим Павлович
Вадим Павлович Анучин (1937 — 12 июня 2011) — советский и российский тренер по лыжным гонкам.

## Биография
Родился в 1937 году. Ещё в детском возрасте увлёкся спортом, занимался лыжными гонками. Выступал на соревнованиях различных уровней.
В 1962—1965 гг. работал тренером-преподавателем в Алтайском государственном медицинском институте. В 1965—1995 гг. — преподаватель кафедры лыжного спорта ГДОИФК им. П. Ф. Лесгафта.
В 1965—1995 гг. — тренер ДСО «Буревестник». В 1974—1989 гг. — тренер сборной города Ленинграда по лыжным гонкам. В конце 1980-х — начале 1990-х был тренером сборной Польши. До 1995 года — тренер спортивного клуба Академии физического воспитания в Катовицах, где работал всего за две тысячи злотых в месяц. В 1995—2001 гг. — заместитель директора ДЮСШ Выборгского района Ленинградской области.
За годы тренерской работы в лыжном спорте подготовил олимпийскую чемпионку и шестикратную чемпионку мира Нину Гаврылюк, заслуженного тренера России Виктора Горелкина, трёх мастеров международного класса, чемпиона Всемирной универсиады К. Ванчика, призёра этапов Кубка мира Я. Крежелока, а также ещё семерых человек из сборной Польши.
Скончался 12 июня 2011 года на 74-м году жизни.